# Mreijeh - Tehwitat el Ghadir - Al Laylakeh
Mreijeh - Tehwitat el Ghadir - Al Laylakeh è un comune (municipalité) del Libano situato nel distretto di Baabda, governatorato del Monte Libano.